# 20. Panzer-Division
La 20. Panzer-Division (20ª divisione corazzata) fu una formazione corazzata tedesca della seconda guerra mondiale creata a partire dalla 19. e 33. Infanterie-Division nell'ottobre 1940, principalmente con reparti reclutati in Assia e Turingia.
Combatté durante tutta la seconda guerra mondiale sul fronte orientale contro l'Armata Rossa, a partire dal 22 giugno 1941, data di inizio dell'operazione Barbarossa. Impiegata nel settore centrale, nei ranghi dell'Heeresgruppe Mitte, si batté con efficienza e abilità nell'avanzata verso Mosca, nelle battaglie difensive del 1942-43 e nella battaglia di Kursk.
Nel giugno 1944 venne quasi distrutta durante l'operazione Bagration, combattendo nella regione di Babrujsk, e quindi dovette essere ritirata del fronte e inviata, per riorganizzazione, nel settore meridionale (Heeresgruppe Südukraine). Coinvolta nella nuova offensiva sovietica in Romania, venne richiamata prima in Prussia orientale, poi in Ungheria e infine, nella primavera del 1945, in Germania orientale per partecipare alla difesa finale del Reich. Proprio la 20. Panzer-Division avrebbe sferrato l'ultimo e inutile contrattacco dei panzer tedeschi durante la guerra, ottenendo un piccolo successo a Bautzen, il 21 aprile 1945.
Membri famosi di questa divisione furono Paul Schulze, Bruno Kahl, Rudolf Demme, Horst Stumpff, Mortimer von Kessel e Hermann von Oppeln-Bronikowski, vincitore della medaglia d'oro ai Giochi della XI Olimpiade nella specialità del dressage.

## Storia

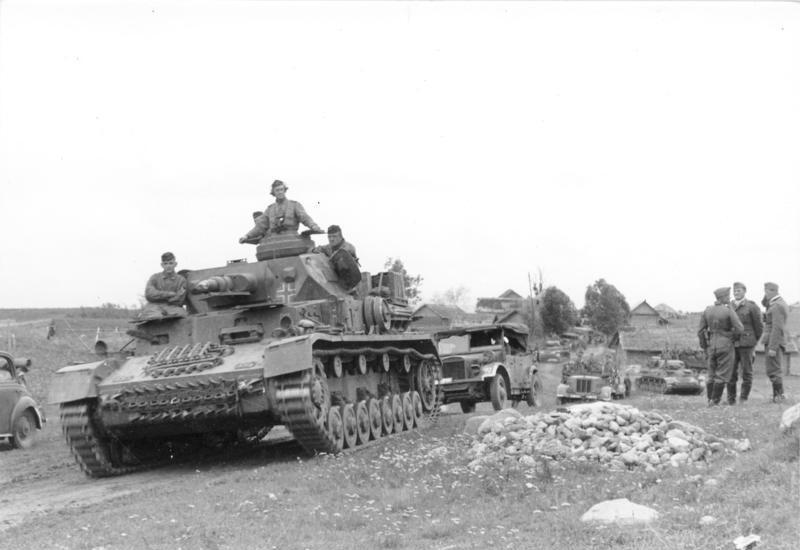
Panzer IV, verosimilmente della 20. Panzer-Division, in marcia nella regione di Vicebsk nel luglio 1941; la divisione entrò per prima in questa importante città il 10 luglio.

| Luogo                            | Periodo             |
| Germania                         | nov 1940 - giu 1941 |
| Fronte orientale, settore centro | giu 1941 - mag 1944 |
| Fronte orientale, settore sud    | mag 1944 - ago 1944 |
| Romania                          | ago 1944 - ott 1944 |
| Prussia Orientale                | ott 1944 - gen 1945 |
| Ungheria                         | gen 1945 - feb 1945 |
| Polonia e Germania est           | feb 1945 - mag 1945 |

### Le origini e l'operazione Barbarossa
Il 15 ottobre 1940 la 20. Panzer-Division venne formata a Erfurt, nel IX distretto militare, dall'unione del nuovo 21. Panzer-Regiment con la 19. e 33. Infanterie-Division. Dopo un periodo di formazione in Germania che durò sino al 15 gennaio 1941, l'unità, equipaggiata con 227 panzer, di cui oltre 120 erano i cechi Panzer 38(t) e solo 31 carri medi Panzer IV, fu giudicata pronta per essere aggregata al Panzergruppe 3 con il quale prese parte, dal 22 giugno, all'operazione Barbarossa inquadrata, insieme alla 7. Panzer-Division, nel XXXIX. Panzerkorps (generale Rudolf Schmidt) dell'Heeresgruppe Mitte.
La 20. Panzer-Division, elemento di punta del Panzergruppe 3 dell'esperto generale Hermann Hoth, si distinse particolarmente nelle prime battaglie della nuova e gigantesca campagna. Dopo aver partecipato alla battaglia di Alytus contro le riserve corazzate nemiche, il 28 giugno entrò per prima a Minsk, chiudendo una grande sacca di accerchiamento intorno alle confuse forze sovietiche; il 10 luglio, furono sempre i reparti corazzati della 20. Panzer-Division che conquistarono Vicebsk, guadagnando un'importante testa di ponte sulla Dvina; mentre durante l'aspra battaglia di Smolensk l'unità corazzata aggirò da nord le difese sovietiche conquistando di sorpresa Jarcevo chiudendo una nuova sacca di accerchiamento.
Durante la sosta di agosto a Smolensk, la divisione venne trasferita al LVII. Panzerkorps con il quale stazionò anche a Cholm ai primi di settembre. Dalla metà del mese ci furono alcuni cambi di comando che sfociarono nel trasferimento della 20. Panzer-Division a Vjaz'ma con il Panzergruppe 4 pronta per la battaglia di Mosca.

### Da Mosca a Kursk

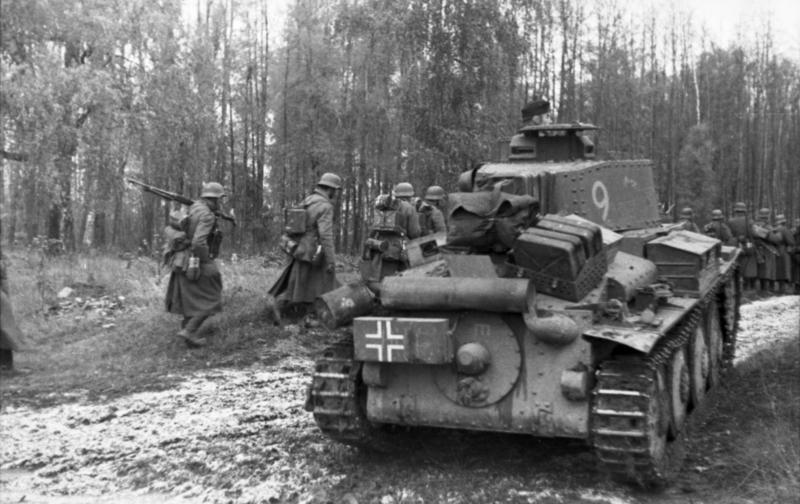
Reparti tedeschi e Panzer 38(t) della 20. Panzer-Division in azione nell'ottobre 1941, sul fronte di Mosca

In ottobre la divisione sferrò l'attacco contro la capitale sovietica sotto la 4ª armata passando verso la metà di dicembre alla 9ª armata. Il nuovo anno, il 1942, la vide impegnata a Gshatsk fino a luglio, data in cui passò alla difesa di Orël con la 2ª armata corazzata combattendo fino a novembre prima di essere posta nella riserva dell'OKH tra Bjeloje e Toropez (con gli ultimi 4 Panzer II, 14 Panzer III, 16 Panzer IV e 6 carri comando disarmati). A dicembre era di nuovo in prima linea.
Il 1943 fu speso nuovamente nella difesa della zona di Orël principalmente con la 2. Panzerarmee; ci furono alcuni cambi di organico (il comando e un battaglione del 112º reggimento di fanteria motorizzata vennero sostituiti dall'890º reggimento di fanteria motorizzata, mentre due battaglioni del 21º reggimento corazzato e il battaglione da ricognizione vennero sciolti) prima dell'avvio della battaglia di Kursk, alla quale l'unità partecipò assieme al XXXXVIII corpo corazzato della 9ª armata prima e con il XXXXI corpo corazzato poi. Sconfitta come il resto della Wehrmacht, la 20. Panzer-Division cambiò varie volte unità di appartenenza per poi dirigersi, a partire dall'inizio di ottobre, a Mahilëŭ e Vicebsk, località in cui si trovava ancora nel febbraio 1944.

### Il disastro a Babrujsk e la ritirata fino alla Germania

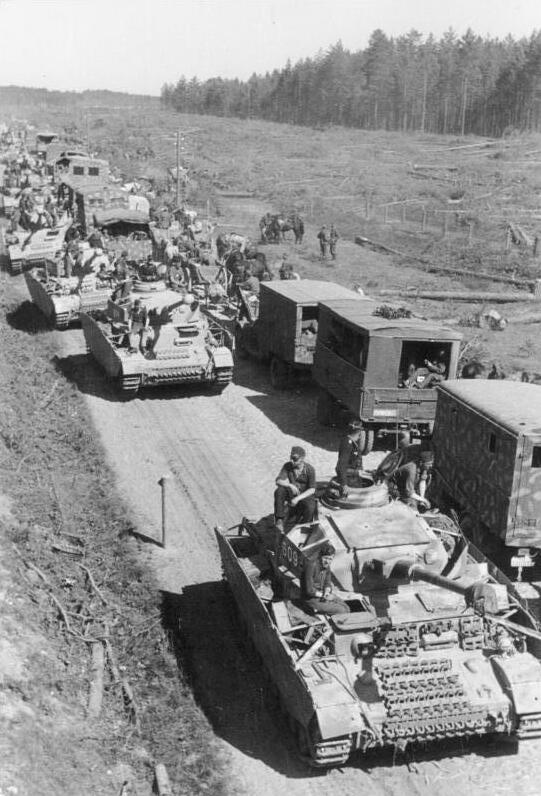
Colonna di Panzer IV, presumibilmente della 20. Panzer-Division, in marcia, nel maggio 1944, nell'area dell'Heeresgruppe Mitte, poco prima dell'inizio dell'operazione Bagration

A marzo gli uomini della divisione erano schierati a Babrujsk dove nella metà di maggio si verificarono duri scontri con l'Armata Rossa  e con pesanti perdite, tanto che la formazione corazzata rimase con soli 49 Panzer IV. A causa di queste perdite, la divisione fu ritirata dalla prima linea per un periodo di riposo e riorganizzazione trascorso a Lublino, tornando al fronte un mese più tardi.
Sempre alle dipendenze dell'Heeresgruppe Mitte, di cui la 20. Panzer-Division (fornita ora di 71 Panzer IV e composta di equipaggi e soldati esperti) era l'unica riserva corazzata efficiente nell'estate 1944, venne coinvolta dal 24 giugno nella drammatica battaglia di Babrujsk (durante l'operazione Bagration). La 20. Panzer-Division, messa a disposizione della 9ª armata, tentò coraggiosamente di contrattaccare a più riprese, ma in netta inferiorità numerica e dirottata per il campo di battaglia da direttive sbagliate del comando superiore, subì pesanti perdite contro i vari corpi corazzati sovietici in avanzata (9º Corpo corazzato e 1º Corpo corazzato della Guardia) e venne infine accerchiata nella sacca intorno alla città bielorussa insieme alle divisioni di fanteria numero 6, 45, 134, 296 e 383. Le perdite per la 20. Panzer-Division durante questa battaglia, a giugno e a luglio, furono così elevate che venne data praticamente per distrutta.
I pochi resti della divisione, sfuggiti dalla sacca di Babrujsk e in combattimento come modesto kampfgruppe attorno a Białystok, vennero assegnati, nella metà di agosto, alla riserva dell'8ª armata sul fronte rumeno.
Ormai in seno all'Heeresgruppe Südukraine l'unità rimase coinvolta nella defezione della Romania dalle potenze dell'Asse e così fu costretta a ritirarsi divisa in due gruppi verso l'Ungheria e i Carpazi continuamente attaccata dalle forze sovietiche che però non riuscirono ad impedirne l'arrivo in Prussia Orientale alla fine di ottobre (dove venne nuovamente inserita nell'Heeresgruppe Mitte). All'inizio del 1945 ci fu un nuovo trasferimento in Ungheria dove si batté inquadrata nei ranghi della 6ª e della 17ª armata, prima di ripiegare nuovamente alla fine di febbraio in Slesia.
Equipaggiata a marzo con solo sei cannoni d'assalto, 19 Panzer IV, 2 cannoni antiaerei semoventi e 2 Panther, la 20. Panzer-Division partecipò alla battaglia di Berlino inserita nella 4. Panzerarmee (Heeresgruppe Mitte), schierata in Sassonia. La divisione corazzata combatté con valore, guidata dal capace generale Oppeln-Bronikowski, e sferrò anche un ultimo contrattacco contro le potenti forze del 1° Fronte ucraino del maresciallo Ivan Stepanovič Konev, riconquistando Bautzen il 21 aprile, prima di essere costretta a ripiegare e ad arrendersi l'8 maggio 1945 alle truppe dell'Armata Rossa a Görlitz.

## Ordine di battaglia
1941: operazione Barbarossa
- Stab (Quartier generale)
- 20. Schützen-Brigade (20ª brigata di fanteria motorizzata)
  - 59. Schützen-Regiment (59º reggimento di fanteria motorizzata)
    - Schützen-Bataillon I (1º battaglione di fanteria motorizzata)
    - Schützen-Bataillon II

  - 112. Schützen-Regiment
    - Schützen-Bataillon I
    - Schützen-Bataillon II

  - 20. Kradschützen-Bataillon (20º battaglione motociclisti)
- 21. Panzer-Regiment (21º reggimento corazzato)
  - Panzer-Abteilung I (1º battaglione corazzato)
  - Panzer-Abteilung II
  - Panzer-Abteilung III
- 92. Artillerie-Regiment (92º reggimento di artiglieria)
  - Artillerie-Abteilung I
  - Artillerie-Abteilung II
  - Artillerie-Abteilung III
- 20. Aufklürungs-Abteilung (20º battaglione da ricognizione)
- 92. Panzerjäger-Abteilung (92º battaglione cacciacarri)
- 92. Pionier-Bataillon (92º battaglione del genio militare)
- 92. Nachrichten-Abteilung (92º battaglione comunicazioni)

1943
- Stab
- 59. Panzergrenadier-Regiment (59º reggimento panzergrenadier)
  - Panzergrenadier-Bataillon I
  - Panzergrenadier-Bataillon II
- 112. Panzergrenadier-Regiment
  - Panzergrenadier-Bataillon I
  - Panzergrenadier-Bataillon II
- 21. Panzer-Regiment
  - Panzer-Abteilung I
  - Panzer-Abteilung II
- 92. Panzer-Artillerie-Regiment
  - Panzer-Artillerie-Abteilung I
  - Panzer-Artillerie-Abteilung II
  - Panzer-Artillerie-Abteilung III
- 20. Panzer-Aufklärungs-Abteilung
- 295. Heeres-Flak-Artillerie-Abteilung (295º distaccamento FlaK dell'esercito)
- 92. Panzerjäger-Abteilung
- 92. Panzer-Pionier-Bataillon
- 92. Panzer-Nachrichten-Abteilung

Dati tratti da:

## Decorazioni
Due membri della divisione, Paul Buck e Günther Schütze, furono premiati con la spilla per il combattimento corpo a corpo in oro; altri 108 soldati ricevettero la Croce Tedesca in oro e 6 quella d'argento; 19 furono premiati con la spilla d'onore dell'esercito e 35 si meritarono la Croce di Cavaliere della Croce di Ferro, delle quali tre con Fronde di Quercia e una con Fronde di Quercia e Spade.

## Comandanti
| Nome                           | Grado           | Inizio            | Fine              | Note                           |
| Horst Stumpff                  | Generalleutnant | 13 novembre 1940  | 10 settembre 1941 |                                |
| Georg von Bismarck             | Oberst          | 10 settembre 1941 | 13 ottobre 1941   |                                |
| Wilhelm Ritter von Thoma       | Generalmajor    | 14 ottobre 1941   | 30 giugno 1942    |                                |
| Walther Düvert                 | Generalmajor    | 1º luglio 1942    | 10 ottobre 1942   | lasciò il comando per malattia |
| Heinrich Freiherr von Lüttwitz | Oberst          | 10 ottobre 1942   | 30 novembre 1942  |                                |
| Heinrich Freiherr von Lüttwitz | Generalmajor    | 1º dicembre 1942  | 11 maggio 1943    |                                |
| Mortimer von Kessel            | Generalleutnant | 12 maggio 1943    | 1º gennaio 1944   |                                |
| Werner Marcks                  | Oberst          | 1º gennaio 1944   | 1º febbraio 1944  |                                |
| Mortimer von Kessel            | Generalleutnant | 2 febbraio 1944   | 5 novembre 1944   |                                |
| Hermann von Oppeln-Bronikowski | Oberst          | 6 novembre 1944   | 31 dicembre 1944  |                                |
| Hermann von Oppeln-Bronikowski | Generalmajor    | 1º gennaio 1945   | 8 maggio 1945     |                                |

Dati tratti da: